# ТОР «Анжеро-Судженск»
Территория опережающего социально-экономического развития «Анжеро-Судженск» — территория городского округа Анжеро-Судженск в Кемеровской области России, на которой действует особый правовой режим предпринимательской деятельности Образована в 2016 году. По состоянию на 2021 год на территории зарегистрировано 4 резидента, объем ожидаемых инвестиций оценивается в 4,3 млрд рублей.

## Развитие территории
В 2014 году Анжеро-Судженск была включен в перечень монопрофильных муниципальных образований (моногородов), что, впоследствии, дало городу право на оформление статуса территории опережающего социально-экономического развития. ТОР «Анжеро-Судженск» была создана в соответствии с Постановлением Правительства РФ 19 сентября 2016 года № 941 с целью привлечения в город инвестиций, не связанных с деятельностью градообразующего предприятия ОАО «Шахтоуправление Анжерское».
В 2021 году срок действия режима ТОР в моногородах Кемеровской области был продлен до 2030 года. В ТОР «Анжеро-Судженск» был также расширен перечень разрешенных видов деятельности.

## Условия для резидентов
ТОР «Анжеро-Судженск» специализируется на нефтепереработке, нефтехимии, пищепроме и производстве строительных материалов. Требования к потенциальным резидентам ТОР «Анжеро-Судженск» предусматривают, что компании-соискатели должны быть вести деятельность исключительно на территории города, предоставить минимальный объем инвестиций в 5 млн рублей в течение первого года, создать не менее 20 рабочих мест в течение первого года, ограничить привлечение иностранной рабочей силы до 25 % максимум, не находиться в процессе ликвидации, банкротства или реорганизации и соответствовать профильным видам деятельности ТОР. Для резидентов предусмотрен льготный налоговый режим: налог на прибыль в федеральный бюджет обнуляется, отчисления в региональный бюджет составят не более 5 % в течение первых пяти лет с момента первой прибыли, затем не более 12 %. Обнуляются налоги на землю и имущество в первые пять лет, страховые взносы снижаются до 7,6 %.

## Резиденты
Первым резидентом ТОР «Анжеро-Судженск» стала компания «Анжеро-Судженский мелькомбинат», которая занимается переработкой продовольственной пшеницы. Комбинат производит муку, манную крупу, пшеничные отруби в годовом объеме 16,8 тыс. тонн. Компания «Мир» реализует проект по производству полистиролбетона. ООО «ЛесПромМакс» запускает цех по обработке древесины и выпуску пиломатериалов.